# Cintré
Cintré (tiếng Breton: Kentreg, Gallo: Ceintraé) là một xã của tỉnh Ille-et-Vilaine, thuộc vùng Bretagne, miền tây bắc nước Pháp.

## Dân số
Người dân ở Cintré được gọi là Cintréens.
| 1962                                            | 1968 | 1975 | 1982 | 1990 | 1999 | 2005 | 2006 |
| ----------------------------------------------- | ---- | ---- | ---- | ---- | ---- | ---- | ---- |
| 520                                             | 533  | 857  | 1069 | 1170 | 1467 | 1985 | 2021 |
| Starting in 1962: Population without duplicates |      |      |      |      |      |      |      |